# Donika
Donika je žensko osebno ime.

## Izvor imena
Ime Donika je različica imen Donat.

## Pogostost imena
Po podatkih Statističnega urada Republike Slovenije je bilo na dan 31. decembra 2007 v Sloveniji število ženskih oseb z imenom Dona: 8.

## Osebni praznik
Osebe z imenom Donika lahko godujejo 7. avgusta.